# Tsópela
Tsópela (Tsopela) är en ort i Grekland.   Den ligger i prefekturen Nomós Ioannínon och regionen Epirus, i den centrala delen av landet, 280 km nordväst om huvudstaden Aten. Tsópela ligger 835 meter över havet och antalet invånare är 164.
Terrängen runt Tsópela är bergig åt nordost, men åt sydväst är den kuperad. Runt Tsópela är det glesbefolkat, med 15 invånare per kvadratkilometer. Närmaste större samhälle är Prámanta, 1,9 km väster om Tsópela. Trakten runt Tsópela består till största delen av jordbruksmark.